# Dekulakizacija
Dekulakizacija (rusko: раскулачивание, raskulachivanie; ukrajinsko: розкуркулення, rozkurkulennia) je bila sovjetska kampanja politične represije, vključno z aretacijami, deportacijami ali usmrtitvami milijonov kulakov (uspešnih kmetov) in njihovih družin v obdobju 1929–1932 kot del prvega petletnega načrta. Da bi olajšala razlastitev kmetijskih zemljišč, je sovjetska vlada prikazala kulake kot razredne sovražnike Sovjetske zveze.
V letih 1930–1931 je bilo izgnanih več kot 1,8 milijona kmetov. Kampanja je imela navedeni namen boj proti protirevoluciji in izgradnjo socializma na podeželju. Ta politika, ki se je izvajala sočasno s kolektivizacijo v Sovjetski zvezi, je dejansko postavila vse kmetijstvo in vse delavce v Sovjetski Rusiji pod državni nadzor.  
Lakota, bolezni in množične usmrtitve med dekulakizacijo so privedle do približno 390.000 ali 530.000–600.000 smrtnih žrtev od leta 1929 do 1933. Rezultati so kmalu postali znani tudi zunaj Sovjetske zveze.  

## Pod vodstvom Vladimirja Lenina
Novembra 1917 je voditelj oktobrske revolucije in sovjetske državljanske vojne Vladimir Lenin na sestanku delegatov odborov revnih kmetov napovedal novo politiko za odstranitev tistih, za katere so verjeli, da so bogati sovjetski kmetje, znani kot kulaki: "Če kulaki ostanejo nedotaknjeni in če ne premagamo svobodnjakov, se bodo car in kapitalisti vrnili." Julija 1918 so bili ustanovljeni odbori revnih, ki so predstavljali revne kmete, ki so igrali pomembno vlogo v akcijah proti kulakom in vodili proces prerazporeditve zaplenjena zemljišča in inventar, presežki hrane kulakom. To je sprožilo začetek velike križarske vojne proti žitnim špekulantom in kulakom. Pred razrešitvijo decembra 1918 so odbori revnih zaplenili 50 milijonov hektarov kulaške zemlje, od leta 1919 dalje pa je bilo na tisoče kulakov aretiranih in pobitih.

## Pod vodstvom Josifa Stalina
Josif Stalin je 29. decembra 1929 napovedal, da bojo kulake likvidirali kot razred. Stalin je izjavil: "Zdaj imamo priložnost izvesti odločno ofenzivo proti kulakom, zlomiti njihov odpor, jih odpraviti kot razred in njihovo proizvodnjo nadomestiti s proizvodnjo kolhozov in sovhozov." Zvezna komunistična partija (boljševiki) je 30. januarja 1930 formalizirala odločitev v resoluciji z naslovom "O ukrepih za odpravo kulaških gospodinjstev v okrožjih celovite kolektivizacije". Vsi kulaki so bili razvrščeni v eno od treh kategorij:
- Tisti, ki jih je treba ustreliti ali zapreti, kot je odločila lokalna sovjetska tajna politična policija.

- Tisti, ki bodo po zaplembi njihovega premoženja poslani v Sibirijo, na sever, na Ural ali v Kazahstan.

- Tisti, ki jih je treba izseliti iz svojih hiš in uporabiti v delovnih kolonijah v svojih okrožjih.

Tisti kulaki, ki so jih komunisti poslali v Sibirijo in druga neposeljena območja, so opravljali težko delo v taboriščih, kjer so morali proizvajati les, zlato, premog in številne druge vire, ki jih je Sovjetska zveza potrebovala za svoje načrte hitre industrializacije. Pravzaprav je visoki član OGPU (tajne policije) delil svojo vizijo za nov kazenski sistem, ki bi ustanovil vasi na severu Sovjetske zveze, ki bi se lahko specializirale za pridobivanje naravnih virov in pomagale Stalinovi industrializaciji.
Pri organiziranju in nadzoru zbiranja kmetov in množičnih usmrtitev je imel glavno vlogo funkcionar tajne policije OGPU Jefim Jevdokimov (1891–1939). 

### Razred
Februarja 1928 je časopis Pravda prvič objavil materiale, ki so trdili, da razkrivajo kulake; opisali so razširjeno prevlado bogatega kmeštva na podeželju in invazijo kulakov v celice komunistične partije. Razlastitev žitnih zalog od kulakov in meščanskih kmetov so imenovali »začasni izredni ukrep«; začasni nujni ukrepi so se do tridesetih let dvajsetega stoletja spremenili v politiko "odprave kulakov kot razreda". Sociolog Michael Mann je opisal sovjetski poskus kolektivizacije in likvidacije zaznanih razrednih sovražnikov kot primernega za njegovo predlagano kategorijo klasicida.
Apel stranke na politiko eliminacije kulakov kot razreda je oblikoval sovjetski voditelj Stalin, ki je izjavil: "Izrinili bomo kulake kot razred, odpor tega razreda je treba razbiti v odprtem boju in mu je treba odvzeti produktivni viri njenega obstoja in razvoja (prosta raba zemlje, proizvodni inštrumenti, najem zemljišč, pravica do najema delovne sile itd.). To je obrat k politiki odpravljanja kulakov kot razreda. Brez tega se govori o izpodrivanju kulakov kot razreda je prazno klepetanje, sprejemljivo in dobičkonosno le desnim deviantom."
Leta 1928 je desna opozicija Vseruske komunistične partije (boljševikov) še vedno poskušala podpreti uspešne kmete in povečati boj proti kulakom. Zlasti Aleksej Rykov, ki je kritiziral politiko dekulakizacije in "metode vojnega komunizma", je izjavil, da je treba napad na kulake izvesti, vendar ne z metodami tako imenovane dekulakizacije. Rykov je zagovarjal je ukrepanje proti individualnemu kmetovanju na vasi, katerega produktivnost je bila dvakrat nižja kot v evropskih državah. Menil je, da je najpomembnejša naloga stranke razvoj individualnega kmetovanja kmetov s pomočjo vlade.
Vlada je vse bolj opažala odprt in odločen protest med reveži proti premožnim srednjim kmetom.Naraščajoče nezadovoljstvo revnih kmetov je okrepila lakota na podeželju. Boljševiki so raje krivili "podeželsko protirevolucijo" kulakov, da bi zaostrili odnos ljudi do stranke: "Odbiti moramo kulaško ideologijo, ki prihaja v pismih iz vasi. Glavna prednost kulaka so krušne zadrege. ." Kmetje Rdeče armade so pošiljali pisma, v katerih so podpirali protikulaško ideologijo: "Kulaki so besni sovražniki socializma. Uničiti jih moramo, ne peljati v kolhoze, odvzeti jim morate premoženje, inventar." Pismo vojaka Rdeče armade 28. topniškega polka je postalo splošno znano: "Zadnji kos kruha je odvzet, družina Rdeče armade se ne upošteva. Čeprav si moj oče, ti ne verjamem. Vesel sem, da si imel dobro lekcijo. Prodaj kruh, nosi presežek – to je moja zadnja beseda."

### Likvidacija
"Likvidacija kulakov kot razreda" je bilo ime sovjetske politike, ki je bila uveljavljena v letih 1930–1931 za prisilen brezplačen odvzem lastnine (razlastitev) od dela kmetov in izolacijo žrtev takšnih dejanj z njihovo prisilno deportacijo, iz kraja stalnega prebivališča. Uradni cilj likvidacije kulakov je prišel brez natančnih navodil in je spodbudil lokalne voditelje k radikalnemu ukrepanju, kar je povzročilo fizično eliminacijo. Kampanja za likvidacijo kulakov kot razreda je predstavljala glavni del Stalinove politike socialnega inženiringa v zgodnjih tridesetih letih dvajsetega stoletja.